# Cursed image

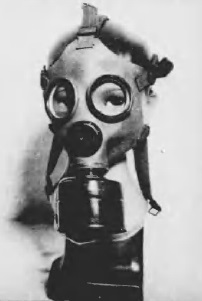
Imagen maldita de una máscara de gas japonesa para niños de 1938.

Una imagen maldita (originalmente en inglés cursed image) se refiere a una imagen terrorífica, generalmente una fotografía, que se percibe como misteriosa o perturbadora debido a su extraño contenido, a su mala calidad o una combinación de ambos.
Una imagen maldita hace que una persona se haga preguntas sobre el origen de la misma, pero ya que en la mayoría de los casos no se dispone de más información surge un fuerte sentimiento de inquietud. Desde 2016, estas imágenes se han vuelto populares en internet.

## Historia

### Inicio
El concepto de las cursed image se origina en un blog de Tumblr con el nombre de "imágenes malditas", en 2015.  La primera imagen publicada por la cuenta muestra a un agricultor anciano rodeado de cajas de tomates rojos en una habitación con paneles de madera. En una entrevista de 2019 con Paper, el propietario del blog describió la imagen mencionada de la siguiente manera: "Es la imagen maldita perfecta para mí porque no hay nada intrínsecamente inquietante en ninguna parte de ella. Es un momento totalmente mundano transformado en otra cosa por la cámara y el nuevo contexto que le he dado".

### Popularidad
Si bien el término "cursed image" se había utilizado en Tumblr desde 2015, se popularizó más ampliamente en julio de 2016 debido a la cuenta de Twitter @cursedimages. En una entrevista de 2016 con el escritor de Gizmodo, Hudson Hongo, el propietario de la cuenta explicó que había visto "una o dos" publicaciones en Tumblr que contenían imágenes "inexplicables y extrañas" que simplemente estaban subtituladas como "imagen maldita". Intrigado por las imágenes, el dueño de la cuenta comenzó a buscar imágenes similares y luego de encontrar más fotografías en ese sentido, decidió "publicarlas todas en un solo lugar". Ese mismo año, Brian Feldman de la revista New York entrevistó a Doug Battenhausen, propietario del blog Tumblr "internethistory", que también publica "imágenes malditas". Feldman le preguntó a Battenhausen sobre el atractivo de las "imágenes malditas", a lo que Battenhausen respondió: "Son muchas cosas. Es el misterio de la foto, es la extraña estética de ellas, es ver un lugar que nunca antes has visto, o un vistazo íntimo a la vida de alguien".